# Констанцки събор
Констанцкият събор е XVI Вселенски събор, състоял се в град Констанц, Свещена Римска империя по настояване на император Сигизмунд фон Люксембург. Провежда се в периода 16 ноември 1414 – 22 април 1418 година и има за цел преодоляване на т.нар. Папска схизма.
Съборът в Констанц възстановява единството на католическата църква. Съборните отци приемат отрицанието от папското достойнство на папите Григорий XII и Йоан XXIII (антипапа), последния от които избягва тайно от Констанц. Бенедикт XII (антипапа) отказва да се отрече, и е низложен и отлъчен от църквата. В резултат от провелия се по време на събора нов избор, за папа е избран Мартин V.
В продължение на 4 години са обсъдени и решени много църковни и доктринални въпроси, като са осъдени „реформаторските възгледи“ на Джон Уиклиф и Ян Хус. Съборът приема две важни за църквата решения – първото е, че събора притежава върховната вселенска власт (дадена му от Христос) да решава всички църковни въпроси, като неговите постановления са задължителни за всички, включително и за папата, и второто е, че вселенския събор насетне ще се събира редовно за да решава възникналите спорове. Тези решения на Констанцкия събор не са потвърдени от папата.

## Екзекуции
По време на Вселенския събор в Констанц – на 16 юли 1415 година, по обвинение в ерес на клада е изгорен Ян Хус, а на 30 май 1416 и неговия сподвижник Йероним Пражки.

## Сведения за България
От Констанцкия събор е документирано първото западно изображение на българския герб с трите лъва върху златен щит и с короната над тях, който принадлежи на 
| „ | прославения император на България | “ |

 – Константин (според едно съхранено писмо на император Сигизмунд). Титлата „император“ на българския владетел е логична, предвид на това, че Константин II Асен е единствен законен наследник на царските (синоним на „императорските“) регалии – Иван Шишман е лишен от тях може би насилствено, а Стефан Урош V умира без да остави наследник, като царските регалии в другите две български царства (освен Видинското) символизират трите лъва върху герба.
Участник в Констанцкия събор е и Григорий Цамблак.

## Ход и последици от събора
С подкрепата на крал Сигизмунд, интронизиран пред главния олтар на катедралата в Констанс, Съветът в Констанц препоръча и тримата папски претенденти да абдикират и да бъде избран друг. Отчасти поради постоянното присъствие на краля, други владетели поискаха те да имат думата кой ще бъде папа. 
След това Григорий XII изпраща представители в Констанс, на които той предоставя пълни правомощия да свикват, отварят и председателстват Вселенски събор; той също ги упълномощи да представят оставката си от папството. Това ще проправя пътя за края на западната схизма.
Легатите са приети от крал Сигизмунд и от събралите се епископи, а кралят отстъпи председателството на делата на папските легати, кардинал Джовани Доминици от Рагуза и принц Карло Малатеста. На 4 юли 1415 г. булата на Григорий XII, която назначава Доминики и Малатеста за негови пълномощници в съвета, е официално прочетена пред събралите се епископи. След това кардиналът прочита указ на Григорий XII, който свиква съвета и разрешава последващите му действия. Принц Малатеста незабавно информира съвета, че е упълномощен от папа Григорий XII да потвърди подаване на оставка от папския трон от името на папата. Той пита съвета дали биха предпочели да получат абдикацията в този момента или на по-късна дата. Епископите гласуват незабавно да получат папската абдикация. 
Тогава бившият папа Григорий XII е избран от съвета за титулярен кардинал епископ на Порто и Санта Руфина с ранг непосредствено под папата (което го прави най-високопоставеният човек в църквата, тъй като поради абдикацията му престолът на Петър в Рим е празен). Кардиналите на Григорий XII са приети като истински кардинали от съвета, но членовете на съвета забавят избора на нов папа от страх, че нов папа ще ограничи по-нататъшното обсъждане на неотложни въпроси в църквата.
По времето, когато всички антипапи са свалени и новият папа Мартин V е избран, изминават две години от абдикацията на Григорий XII и Григорий вече е мъртъв. Съветът полага големи грижи да защити легитимността на наследството, ратифицира всички негови актове и е избран нов понтифик. 
Новият папа Мартин V , избран през ноември 1417 г., скоро утвърждава абсолютната власт на папската служба.

## Хроника на Констанцкия събор
Илюстрованата хроника е създадена от Улрих фон Рихентал (нем. Ulrich von Richental, лат. Udalricus de Richental; около 1360 — 1436) — немски хронист, почетен гражданин и секретар на градския съвет на Констанц.
Около 1421 г. той я съставя на латински, използвайки документални материали, както и свои бележки. Някои от описаните събития, например, изгарянето през юли 1415 г. на Ян Хус, е наблюдаван като очевидец. Първата част на хрониката описва подробно най-важните събития на катедралата, втората изброява почти всички нейни знатни и известни участници, посочвайки датата на пристигането, местоположението и броя на слугите, както и техните гербове.. Общо 29 кардинали, трима патриарси, 33 архиепископи и 150 епископи се наричат от хрониста с имената си.
Като исторически източник хрониката на Рихентал, значително допълва сведенията на по-възрастния му съвременник Дитрих от Нихайм и по-младия Андреас от Регенсбург, е от значителна стойност не само за историците на Свещената Римска империя, папството, католическата църква, но и за изследователите на градската икономика и бит, както и специалисти по средновековно облекло, оръжия, вексилология и хералдика. Интерес представляват статистическите данни на Рихентал, извлечени от документите на градския архив, включително разходите за празнични събития, цените на храните, броя на търговците и опазването на обществения ред, както и подробни описания на различни тържества, като празникът проведен на 23 юни 1415 г. от крал Сигизмунд, или любопитни неща, като грандиозния личен чадър на антипапа Йоан XXIII, който е носен при тържественото му влизане в Констанс през 1414 г. от един военен от папската свита.

### Галерия с изображения от хрониката
- Доставка на провизии за кралския двор (1464)
- Рибна лавка в Констанц (1464)
- Тържествено пристигане на папите и кардиналите, съпроводени от клирици и слуги (1464)
- Тържествено пристигане на крал Сигизмунд със свитата си (1464)
- Пътен инцидент с участие на антипапа Йоан XXIII (XV в.)
- Папският чадър на Йоан XXIII (1464)
- Зданието на конклава (XV в.)
- Заседание в Констанц (1464)
- Избиране на папа Мартин V (1464)
- Поставяне на тиарата на новия папа Мартин V (1464)
- Известие за избирането на папа Мартин V (1464)
- Погребение на архиепископ Солзбъри (1464)
- Папата на рождественско богослужение. Кралица Барбара фон Цили на меса (1464)
- Изнасяне на Светите дарове (1464)
- Благословяване от Сигизмунд на унгарски феодал и бургундска дама (1464)
- Даряване с лен на граф Ебергард фон Неленбург Сигизмундом (1464)
- Даряване с лен на Баварско-Инголщатския херцог Лудвиг VII Брадати от Сигизмунд (1464)
- Даряване на Фридрих I (курфюрст на Бранденбург) с Бранденбургската марка от Сигизмунд (1464)
- Даряване с лен на Фридрих I, бургграф на Нюрнберг от Сигизмунд (1465)
- Затворените врати на кулата, към Боденско езеро (1464)
- Изпращане към екзекуцията на Ян Хус (1464)
- Изгаряне на Ян Хус (1464)
- Изпращане към екзекуция на Йероним Пражки (1464)
- Празнична процесия в Констанц (1464)
- Тържествено шествие в катедралния храм (1464)
- Процесия на прелатите-участници в събора (1464)
- Процесия на францисканци, доминиканци и др. монаси (1464)
- Раздаване на осветени свещи на Сретение Господне (1464)
- Православна литургия на митрополит Григорий Цамблак (1464)
- Охрана пред затворения търговски дом (1464)
- Разходка на кардинали (1464)
- Разхождаща се по улиците група местни евреи (1464)
- Празник Вход Господен в Йерусалим (1464)
- Среща на патриарха  на Антиохия
- Прощаване на крал Сигизмунд с участниците в събора